# Red Herring
Red Herring es una revista estadounidense interesada en el sector de las nuevas tecnologías. Su sede está en Belmont, California, en el centro de Silicon Valley. Revista de referencia para numerosos inversores por todo el mundo, posee subsedes en Zúrich y Pekín. La versión papel de la revista ha sido relanzada en 2003 por Alex Vieux, CEO de la sociedad.El equipo editorial tiene periodistas procedentes de Bloomberg LP, Business Week, The Financial Times, Fortuna o de The New York Times.

## Título
El término red herring, arenque rojo en inglés, hace referencia al documento que los jóvenes han de preparar para solicitar una beca en Estados Unidos. Este documento está apodado Red Herring a causa de la mención obligatoria a la tinta roja que aparece sobre su cubierta.

## Historia
En mayo de 1993, Anthony B. Perkins, Christopher J. Alden y Zachary A. Herlick lanzan Red Herring. El formato tuvo un éxito inmediato entre los jóvenes informáticos, los empresarios y contratistas de Silicon Valley, pero también entre conocedores de las nuevas empresas y abogados de San Francisco. Su éxito llegó a su apogeo al final de los años 90, con la llamada burbuja puntocom de las empresas de tecnologías emergentes.
Poco tiempo después, Alex Vieux, CEO de DASAR, y Joel Dreyfuss, actual jefe editorial, deciden relanzar el proyecto y refundar la versión papel. La revista volvió a estar disponible en su versión papel desde noviembre de 2004. La apuesta de Red Herring en la actualidad pasa por conseguir ser una revista mundial de la industria High Tech y no únicamente del mercado estadounidense. En efecto, los lectores europeos y asiáticos se muestran cada vez más seducidos por esta nueva fórmula algo más sobria pero donde la calidad editorial es indudable. La revista hace cada año una clasificación de las 100 empresas más significativas del año, el Red Herring Top 100, con sus versiones Red Herring Top 100 Europe o Red Herring Top 100 Asia.

### Conferencias
Esta sociedad organiza igualmente por todo el mundo prestigiosas conferencias que reúnen a los principales actores del sector de las tecnologías, como ETRE (European Technology Round Exhibition).